# Bitwa pod Mujengą
Bitwa pod Mujengą – starcie zbrojne, które miało miejsce w 1896.
W roku 1896 oddział w sile 300 Portugalczyków oraz 180 żołnierzy z Angoli pod dowództwem księcia Mousinho de Albuquerque podjął zbrojną wyprawę przeciwko buntowniczemu plemieniu Namarris. W rejonie Mujengi Portugalczycy zaatakowani zostali przez 2000 wojowników Namarris. Przez wiele godzin Portugalczycy uformowani w czworobok odpierali ataki przeciwnika, po czym na wniosek księcia rozpoczęli odwrót, tracąc 2 zabitych i 37 rannych. Straty mozambickie wyniosły 500 zabitych i rannych.